# Gleby tundrowe
Gleby tundrowe – strefowe gleby obszarów tundry.
Powstają w warunkach silnego uwilgotnienia w lecie, występowania wiecznej zmarzliny i skąpej roślinności, a także w klimacie subpolarnym. Są płytkie i słabo wykształcone, poziom próchnicy wynosi w nich ok. 1-3%. Występują na północnych krańcach Europy, Azji i Ameryki Północnej (Alaska, Labrador). Do gleb tundrowych zalicza się gleby poligonalne, niektóre gleby glejowe (zabagniane gleby) i gleby torfowo-glejowe. Możliwa uprawa jęczmienia i ziemniaków.
Gleba tundrowa występuje w niemal całej strefie tundry.